# Blackburneus funestus
Blackburneus funestus är en skalbaggsart som beskrevs av S. Endrödi 1955. Blackburneus funestus ingår i släktet Blackburneus och familjen Aphodiidae. Inga underarter finns listade.